# Elefántcickány-félék

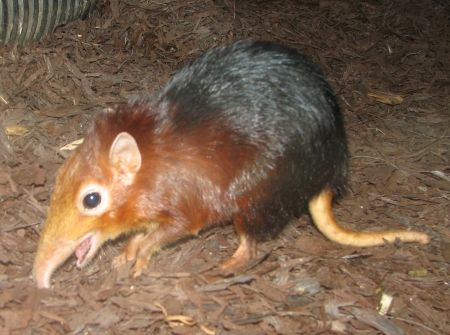
Fekete-vörös elefántcickány (Rhynchocyon petersi)

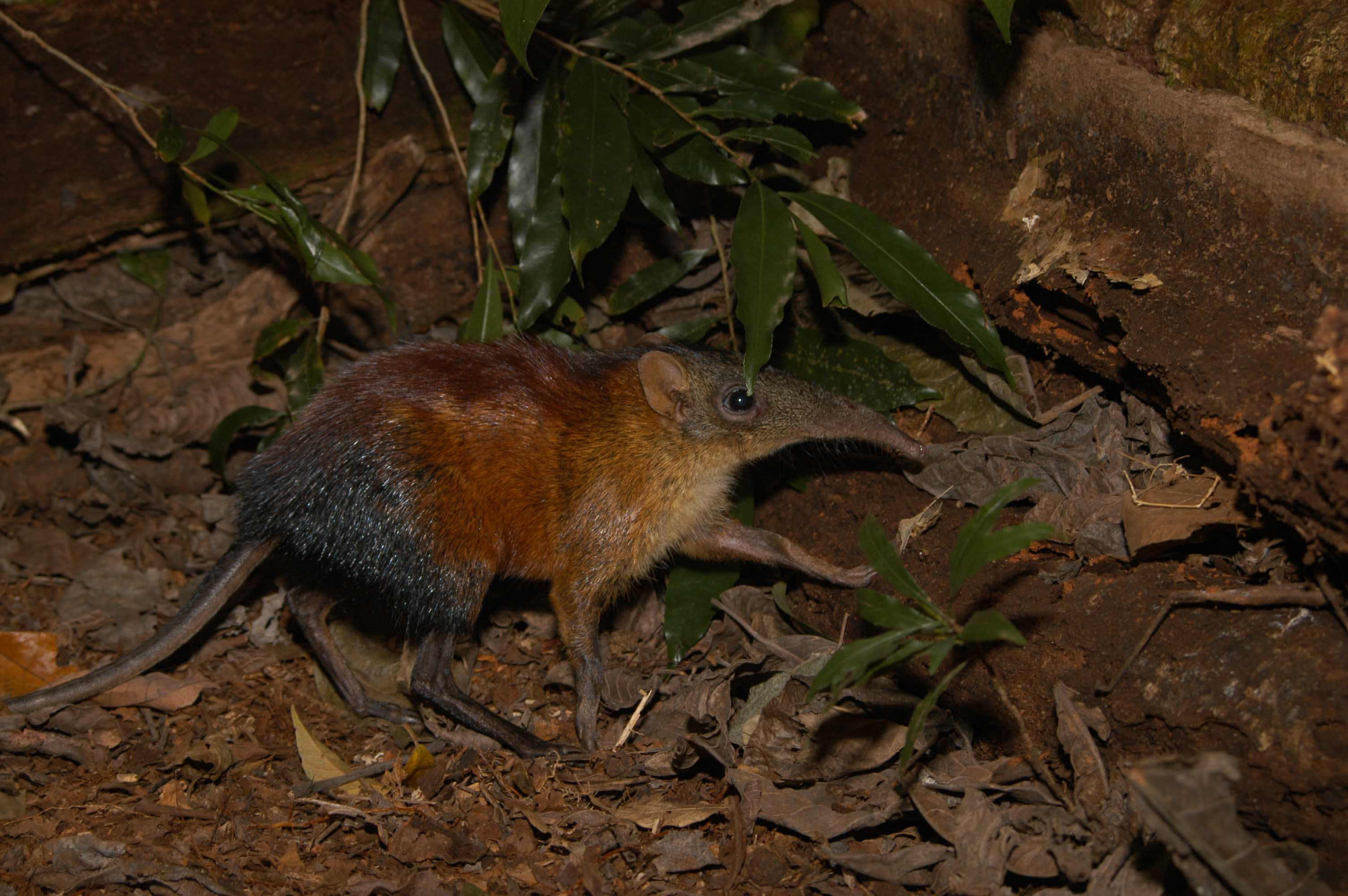
Szürkepofájú eleántcickány (Rhynchocyon udzungwensis)

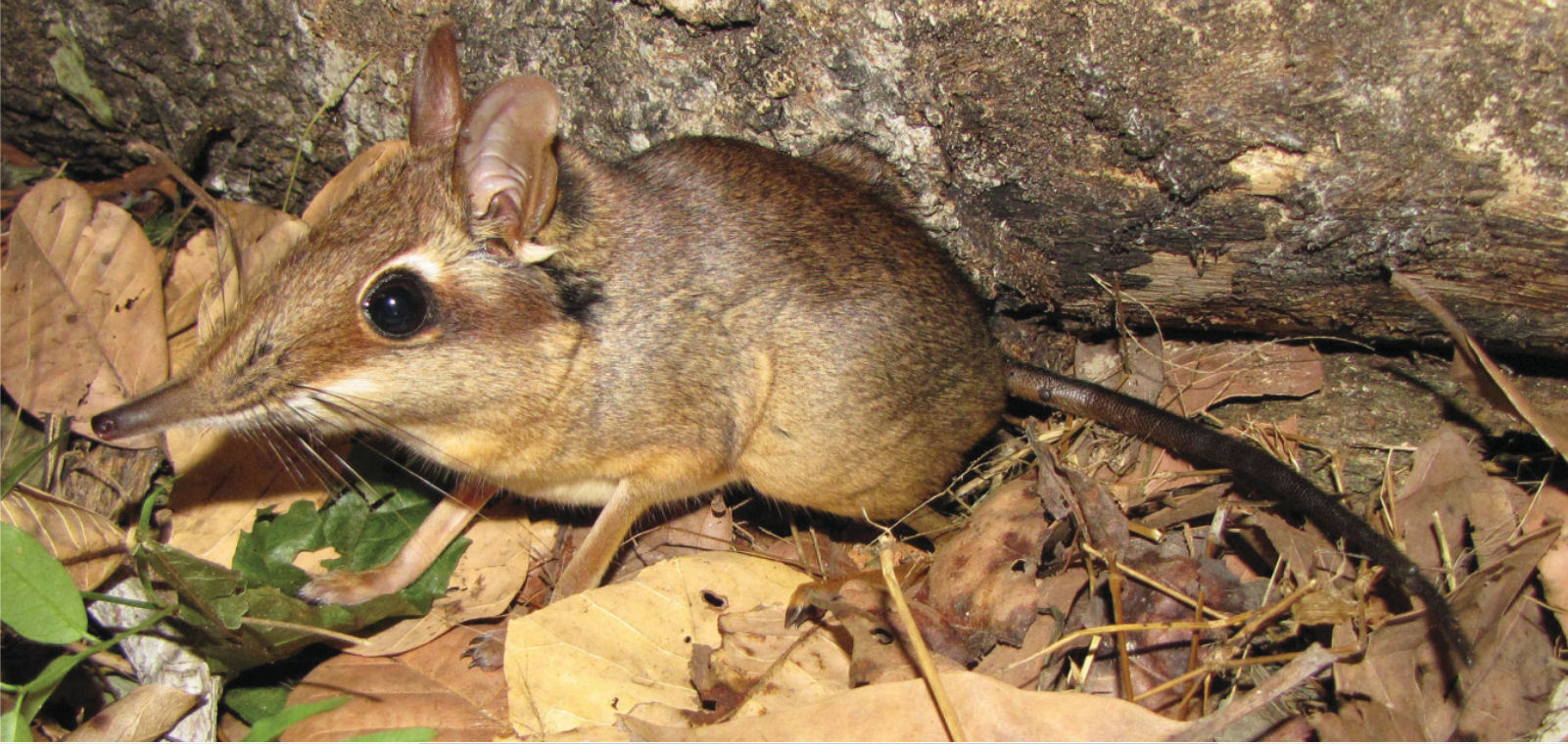
Négyujjú elefántcickány (Petrodromus tetradactylus)

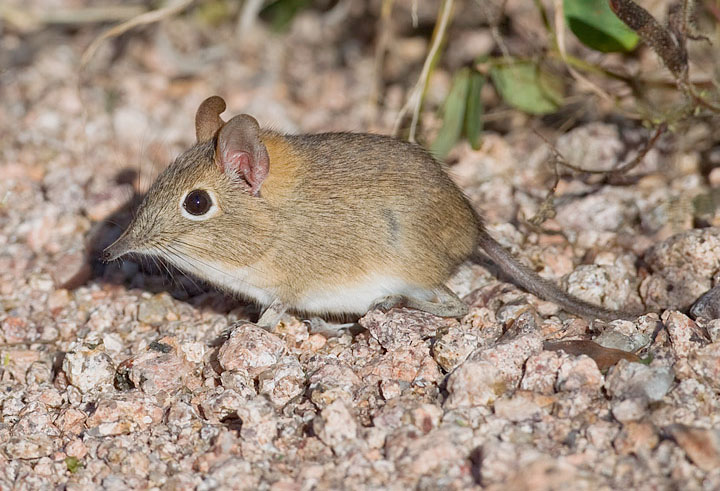
Sztyeppei elefántcickány (Elephantulus intufi)

A elefántcickány-félék (Macroscelididae) az emlősök (Mammalia) osztályán belül az elefántcickány-alakúak (Macroscelidea) rendjének az egyetlen családja. Tizenöt ma élő faj tartozik a családba.

## Előfordulásuk
Az elefántcickányok Afrika sivatagos, félsivatagos területein, valamint Kelet-, Közép- és Dél-Afrika szavannáin és trópusi erdeiben élnek.

## Megjelenésük
Az állatok hossza 10 - 30 centiméter, a farokhossza fajonként eltérő, 8 - 25 centiméter. A legnagyobb faj testtömege 540 gramm. A szőrzet színe fajonként eltérő, de többnyire sárgásbarna és barnán árnyalt, gyakran található rajta a jobb álcázást szolgáló fekete rajzolat. A sivatagi fajok hasa fehér, ami visszasugározza a homokból áradó meleget. Az elefántcickányok hosszú, erős hátsó lábaik szökelléseivel menekülnek el üldözőik elől. Az állatok füle és szeme viszonylag nagy; ez vadászat közben és az ellenség észlelésében segít. Orruk hosszú, ormányszerű, táplálékkeresésnél van az állatok hasznára. Hosszú nyelveikkel továbbítják a szájba a zsákmányt. Egyes fajoknál a hosszú farok alsó felületén szőrcsomók vannak; a feltételezések szerint ezzel a talajrezgéseket érzékelik.

## Életmódjuk
Sötétedéskor és hajnalhasadáskor a legaktívabbak. Túlnyomórészt magányosan élnek, de territóriumaikat megosztják partnereikkel. Táplálékuk rovarok, csigák, gyökerek, gyümölcsök és magvak. Az elefántcickányok 2 - 4 évig élnek.

## Szaporodásuk
Az ivarérettséget 5 - 7 hetes korban érik el. Az éghajlattól és a táplálékkínálattól függően évente többször is fialnak. A vemhességi idő fajonként eltérő, 42 - 65 nap között. Többnyire 1 - 2 kölyköt ellenek a nőstények.

## Rendszerezés
A családba az alábbi alcsaládok, nemek és fajok tartoznak:

### Óriás elefántcickányok
Az óriás elefántcickányok (Rhynchocyoninae) alcsaládjába 1 nem és 5 faj tartozik:
- Rhynchocyon (Peters, 1847) – 5 faj
  - Aranyos elefántcickány (Rhynchocyon chrysopygus)
  - Tarkahátú elefántcickány (Rhynchocyon cirnei)
  - Sötéthátú elefántcickány (Rhynchocyon stuhlmanni)
  - Fekete-vörös elefántcickány (Rhynchocyon petersi)
  - Szürkepofájú elefántcickány (Rhynchocyon udzungwensis)

### Valódi elefántcickányok
A valódi elefántcickányok (Macroscelidinae) alcsaládjába 3 nem és 15 faj tartozik:
- Petrodromus (Peters, 1846) – 1 faj
  - Négyujjú elefántcickány (Petrodromus tetradactylus)

- Macroscelides (A. Smith, 1829)  – 3 faj
  - Rövidfülű elefántcickány (Macroscelides proboscideus)
  - namíbiai elefántcickány (Macroscelides flavicaudatus)
  - Etendeka-elefántcickány (Macroscelides micus)

- Petrosaltator (Duvernoy, 1833) – 1 faj
  - Észak-afrikai elefántcickány (Petrosaltator rozeti)

- Elephantulus (Thomas & Schwann, 1906) – 8 faj
  - Rövidorrú elefántcickány (Elephantulus brachyrhynchus)
  - Fokföldi elefántcickány (Elephantulus edwardii)
  - Sötétlábú elefántcickány (Elephantulus fuscipes)
  - Sötét elefántcickány (Elephantulus fuscus)
  - Sztyeppei elefántcickány (Elephantulus intufi)
  - Szirti elefántcickány (Elephantulus myurus)
  - Karoo elefántcickány (Elephantulus pilicaudus)
  - Nyugati szirti elefántcickány (Elephantulus rupestris)

- Galegeeska (Heritage & Rayaleh 2020) - 2 faj
  - Szomáli elefántcickány (Galegeeska revoili)
  - Vörös elefántcickány (alegeeska rufescens)

### Kihalt nemek és fajok
- †Hiwegicyon
- †Metoldobotes
  - †Metoldobotes stromeri
- †Miorhynchocyon
- †Mylomygale
- †Myohyrax
  - †Myohyrax oswaldi
- †Nementchatherium
- †Palaeothentoides
- †Pronasilio
- †Protypotheroides